# Lepta (álbum)
Lepta (en ruso: Лепта; «Óbolo») es el segundo álbum de larga duración del grupo de pagan folk metal ruso Arkona. Fue publicado por la discográfica Sound Age Production el 30 de diciembre de 2004.
La tercera canción, Chornye debri voiny, está dedicada a la memoria de los caídos en atentados terroristas en Rusia. La novena, Oi, to ne vécher, es una canción popular rusa.

## Lista de canciones
| Lepta |                                                            |          |  |
| N.º   | Título                                                     | Duración |  |
| 1.    | «Sotkany veka» (Eras entretejidas)                         | 4:14     |  |
| 2.    | «Lepta o gneve» (Canción sobre la ira)                     | 5:26     |  |
| 3.    | «Chornye debri voiny» (Negras profundidades de la guerra)  | 4:29     |  |
| 4.    | «Zarnitsy nashéi svobody» (Amaneceres de nuestra libertad) | 5:40     |  |
| 5.    | «Vyidu ya na voliushku» (Iré a las tierras libres)         | 3:37     |  |
| 6.    | «Voin pravdy» (Guerrero de la verdad)                      | 5:46     |  |
| 7.    | «Marena»                                                   | 7:24     |  |
| 8.    | «Epilog» (Epílogo)                                         | 1:51     |  |
| 9.    | «Oi, to ne vécher...» (Ah, aún no es tarde...)             | 5:12     |  |
| 41:39 |                                                            |          |  |

## Formación
- Masha "Scream" – voz, teclado, flauta
- Alexei "Lesyar" Agafonov – voz (pista n.º 3)
- Sergei "Lazar" – guitarra
- Ruslan "Kniaz" – bajo
- Vlad "Artist" – percusión[1]